# Barcelona Connection
Barcelona Connection és una pel·lícula espanyola del 1988 dirigida per Miguel Iglesias Bonns. L'obra es va doblar al català i emesa per primera vegada per TV3 el 16 d'octubre de 1989.

## Argument
Barcelona s'ha convertit en el centre neuràlgic de la Màfia a Europa. Assassins, camells, policies i jutges corruptes fan el que volen... i en aquest ambient és on actuarà Huertas, un policia que investiga un assassinat.

## Repartiment
- Sergi Mateu:	Paco Huertas
- Fernando Guillén: 	Juan Solá
- Claudia Gravy: Sílvia
- Pep Ferrer: 	Toni Faura
- Marina Oroza: 	Marina Oroza
- Alfred Lucchetti: El bisbe
- Jordi Torras: 	Luis Bertrán
- Arturo Costa
- Ernest Serrahima: Tomás Montero
- Joaquín Kremel: Ventura
- Maribel Verdú: Paloma
- Juan Viñallonga
- Noel Jacques
- Gustavo Guarino
- Cristine Berna